# Дмитар Звонимир
Дмитар Звонимир (1075 — 20. април 1089),  био је хрватски краљ.

## Власт
Дмитар Звонимир је био бан, војвода и краљ Хрватске. Први пут се јавља у изворима као владар северне Хрватске, тј. Славонског баната или дуката. Да би ојачао свој положај и учврстио добре односе са Арпадовићима, Звонимир склапа заруке са Јеленом (званом Лепа), ћерком угарског краља Беле I, а сестром Геза и Владислава. На овај начин је Звонимир на себе навукао немачког цара који шаље маркгрофа Улрика заједно са Карантанцима на његове поседе 1063. године. Они заузимају Славонски банат, али и Далмацију 1064. године.
Звонимиру је признат славонски банат, а он је успео у периоду 1064—1067. да се врати у посед. До 1070. године Звонимир се проширио и на Хрватско приморје. Обзиром да је био најистакнутији, хрватски краљ Петар Крешимир IV Звонимира именује за свога савладара и наследника. Године 1076. Дмитар Звонимир је постао хрватски краљ. Звонимир се приближио Риму и издејствовао признање краљевске титуле. Папа Гргур VII му је послао владарске знаке (инсигније): заставу, мач, жезло и круну, а то је значило и заштиту Хрватске од стране папске власти.
Краљ Звонимир је умро 1089. године. Питање начина на који је умро хрватски краљ Дмитар Звонимир једно је од контроверзнијих у хрватској историографији. Једни сматрају да је Звонимир умро природном смрћу, а други да је убијен. Поставка о насилној смрти заснива се на причи у којој су Хрвати убили свога краља на Косову Пољу код Книна 20. априла 1089. противећи се његовом позиву да, по папину налогу, крену у крсташки рат. Та вест је у 14. веку уграђена у хрватску редакцију Летопис попа Дукљанина, као и у нека каснија дела. Присталице поставке о природној смрти краља Звонимира радије се служе савременим изворним подацима, реалној поставци извора из 1089. који помиње да је краљ 'недавно умро'. Најзад и крсташки ратови ће започети касније, неколико година после Звонимирове смрти, тако да је помињани изговор за убиство краља беспредметан.
Краљ Звонимир је имао сина Радована. Очито је умро пре свог оца. Звонимирова кћерка Клаудија се удала за каринског жупана Винишу Лапчанина.
Башчанска плоча, писана глагољицом око 1100, нађена у Башкој на острву Крку 1851, говори о даровању хрватског краља Дмитра Звонимира опатији свете Луције у Јурандвор.

## Породично стабло
|  |                         |  |  |  |  |  |  |  |  |  |  |  |  |  |  |  |
|  | 16. Михаило Крешимир II |  |  |  |  |  |  |  |  |  |  |  |  |  |  |  |
|  |                         |  |  |  |  |  |  |  |  |  |  |  |  |  |  |  |
|  |                         |  |  |  |  |  |  |  |  |  |  |  |  |  |  |  |
|  | 8.Стјепан Држислав      |  |  |  |  |  |  |  |  |  |  |  |  |  |  |  |
|  |                         |  |  |  |  |  |  |  |  |  |  |  |  |  |  |  |
|  |                         |  |  |  |  |  |  |  |  |  |  |  |  |  |  |  |
|  | 17. Јелена Славна       |  |  |  |  |  |  |  |  |  |  |  |  |  |  |  |
|  |                         |  |  |  |  |  |  |  |  |  |  |  |  |  |  |  |
|  |                         |  |  |  |  |  |  |  |  |  |  |  |  |  |  |  |
|  | 4. Светослав Суроња     |  |  |  |  |  |  |  |  |  |  |  |  |  |  |  |
|  |                         |  |  |  |  |  |  |  |  |  |  |  |  |  |  |  |
|  |                         |  |  |  |  |  |  |  |  |  |  |  |  |  |  |  |
|  | 2. Стјепан Светославић  |  |  |  |  |  |  |  |  |  |  |  |  |  |  |  |
|  |                         |  |  |  |  |  |  |  |  |  |  |  |  |  |  |  |
|  |                         |  |  |  |  |  |  |  |  |  |  |  |  |  |  |  |
|  | 1. Дмитар Звонимир      |  |  |  |  |  |  |  |  |  |  |  |  |  |  |  |
|  |                         |  |  |  |  |  |  |  |  |  |  |  |  |  |  |  |
|  |                         |  |  |  |  |  |  |  |  |  |  |  |  |  |  |  |
|  | 3.                      |  |  |  |  |  |  |  |  |  |  |  |  |  |  |  |
|  |                         |  |  |  |  |  |  |  |  |  |  |  |  |  |  |  |
|  |                         |  |  |  |  |  |  |  |  |  |  |  |  |  |  |  |